# Адамово ребро
Адамово ребро (енгл. Adam's Rib) је филм из 1949.

## Улоге
| Глумац         | Улога                          |
| -------------- | ------------------------------ |
| Спенсер Трејси | Адам Бонер                     |
| Кетрин Хепберн | Аманда Бонер                   |
| Џуди Холидеј   | Дорис Атингер                  |
| Том Јуел       | Варен Френсис Атингер          |
| Дејвид Вејн    | Кип Лори                       |
| Џејн Хаген     | Берил Кејн                     |
| Хоуп Емерсон   | Олимпија ла Пере               |
| Ив Марч        | Грејс                          |
| Кларенс Колб   | Џаџи Рајзер                    |
| Поли Морган    | Госпођица Мекгрет              |
| Вил Рајт       | Џаџи Маркасон                  |
| Меџ Блејк      | Госпођица Бонер, Адамова мајка |